# Сан-Роки-ду-Канаан
Сан-Роки-ду-Канаан (порт. São Roque do Canaã)  —  муниципалитет в Бразилии, входит в штат Эспириту-Санту. Составная часть мезорегиона Центр штата Эспириту-Санту. Входит в экономико-статистический  микрорегион Санта-Тереза. Население составляет 10 439 человек на 2007 год. Занимает площадь 342,395 км². Плотность населения — 30,5 чел./км².
Праздник города — 25 июня.

## История
Город основан 1 января 1997 года.

## Статистика
- Валовой внутренний продукт на 2005 составляет 59.535.893,00 реалов (данные: Бразильский институт географии и статистики).
- Валовой внутренний продукт на душу населения на 2005 составляет 5.437,56 реалов (данные: Бразильский институт географии и статистики).
- Индекс развития человеческого потенциала на 2000 составляет 0,751  (данные: Программа развития ООН).

## География
Климат местности: тропический. В соответствии с классификацией Кёппена, климат относится к категории SRC.